# Lamelna spojka
Lamelna spojka, lamelna tarna spojka ili tarna spojka s lamelama je vrsta tarne spojke koje trenjem svojih tarnih ploha prenose okretni moment i najčešće se koriste na motornim vozilima, građevinskim i sličnim strojevima.

## Isključne tarne ili frikcijske spojke
Bez obzira na konstrukciju, moment vrtnje, odnosno snaga koju prenose ove spojke zavisna je od tlačne sile (pritisak) usmjerene okomito na tarnu površinu spojke i od koeficijenta trenja. Pri tome su mjerodavni koeficijenti trenja gibanja, a ne mirovanja, jer se te spojke uključuju uz međusobno klizanje tarnih površina sve dok se ne spoje, to jest do prestanka klizanja. Osim toga treba još razlikovati koeficijenta trenja pri gibanju po suhim i po podmazanim, odnosno po vlažnim tarnim površinama, prema tome, da li se površine spojke podmazuju ili ne. Koeficijenti trenja "na suho" uvijek su veći od onih "na vlažno". To znači da moment vrtnje pri uključenju ne može biti veći od momenta trenja MR, koji je jednak zbroju momenata vrtnje Mo potrebnog za neubrzanu rotaciju vođenog vratila (normalnog ili stacionarnog momenta vrtnje) i momenta ubrzanja Mu:
{\displaystyle M_{u}=I\cdot {\frac {d\omega }{dt}}={\frac {G\cdot d^{2}}{4\cdot g}}\cdot {\frac {2\cdot \pi \cdot dn}{dt}}}
gdje je: I - moment tromosti mase vođene strane, ω - kutna brzina, t - vrijeme, G - težina, D - krak momenta sile, n - broj okretaja, g - ubrzanje zemljine sile teže. Prema tome mora biti:
{\displaystyle M_{R}\geq M_{u}+M_{o}\,}
Ti odnosi i procesi koji se odvijaju pri uključenju mogu se predočiti s pomoću dijagrama. Iz njega se vidi da pri uključenju, kad je ispunjen navedeni uvjet, broj okretaja n2 vođenog vratila mora najprije rasti od vrijednosti n2 = 0 do n2 = no. Pri tome se broj okretaja vodećeg vratila n1 najčešće smanji. Za to vrijeme kližu tarne površine jedna po drugoj, a od oblika promjena Mu s vremenom zavisi kako će se mijenjati broj okretaja vođenog vratila. Kada je Mu konstantan, ta je promjena linearna (ravna). Inače kada Mu nije konstantan, promjena n2 je zakrivljena. Na kraju vremena tR oba dijela spojke dosežu jednaki broj okretaja no, pa s time prestaje klizanje tarnih površina i počinje razdoblje ubrzavanja vrtnje (rotacije) sklopa kao cjeline. To razdoblje traje sve dok se ne uspostavi neko stacionarno stanje u kojem je zadovoljen uvjet sinkrone vrtnje n1 = n2. Određivanje momenta vrtnje za uključenje tarnih spojki povezano je, dakle, s određivanjem momenta ubrzanja. 
Među tim spojkama najjednostavnije su one koje se uključuju mehanički, ručno, na samome mjestu. Ostale se prvenstveno upotrebljavaju za daljinsko upravljanje. Njihova izvedba složenija je, a primjena povezana s upotrebom uređaja za snabdijevanje tlačnim medijima (kod pneumatski i hidraulički isključnih spojka), ili ispravljača (kod elektromagnetskih spojka). Tarni dijelovi tih spojka mogu biti napravljeni (odnosno njihove površine samo obložene) od različitih materijala, kao što su čelik, odnosno čelični lim, čelični lijev, bronca, lijevano željezo, mjed, drvo, prešana koža, prešani papir, sinterovani i drugi prikladni tarni materijali. Metalne tarne površine trebaju biti podmazane, a drvo, koža i papirnate mase natopljene mašću. 
Mehanički isključne tarne spojke mogu se podijeliti prema obliku njihovih tarnih površina na spojke s čelnim i spojke sa stožastim površinama. Prve se dalje dijele na spojke s pločama i spojke s lamelama (lamelne spojke).

### Mehanički isključne spojke s pločama
Najjednostavnije među ovim spojkama su one s jednom tarnom pločom kakve se upotrebljavaju u automobilnim vozilima. Načelno su im slične mehaničke spojke koje za postizavanje većeg momenta trenja umjesto jedne imaju veći broj tarnih ploča.

### Ortlinghausova spojka s jednom tarnom pločom
Ortlinghausova spojka s jednom tarnom pločom ima dvije tarne plohe. Zato se naziva i dvopovršinska spojka. Na glavini nalazi se uključni prsten, koji svojim uzdužnim gibanjem djeluje na kutne poluge smještene u utorima. Poluge tlače svojim kraćim krajevima na uzdužno (aksijalno) pomičnu kliznu ploču. Klizna ploča isto je tako okretno učvršćena na glavini. Vanjski prsten, koji sačinjava drugi dio spojke, nosi uzdužno pokretnu ploču obloženu tarnim oblogama. Pomicanjem uključnog prstena udesno oslobađaju se kutne poluge i time se međusobno odvajaju tarne ploče. 
Tarne obloge za rad nasuho izrađene su najčešće od prešanih pamučnih vlakana povezanih umjetnom smolom ili su od čiste prešane umjetne smole. Pri specifičnom tlaku od 0,25 do 0,5 N/mm2 njihov je koeficijent trenja μ = 0,3 do 0,4. Umnožak specifičnog tlaka i obodne brzine (u m/s) p∙v = 4 do 8 N/mm2 je dopuštena veličina za opteretivost spojke u zavisnosti od obloge.

### Mehanički isključne lamelne spojke
Mehanički isključne lamelne spojke razlikuju se od posljednjih uglavnom samo time što njihovi tarni dijelovi nisu ploče, nego lamele. Te lamele mogu biti od čelika, ili od čelika obloženog sinterovanim ili metalnim oblogama ili slojevima od različitih tarnih materijala (na primjer od plastičnih masa armiranih pamučnim ili metalnim pletivom). Nedostatak lamela s ravnim površinama jest njihova sklonost sljubljivanju. Taj nedostatak može se kompenzirati ugradnjom prstenova od valovitih opruga između pojedinih lamela koji ih odvajaju pri isključenju spojke. Isto tako djeluju i valovite (takozvane sinusne) lamele. 
Najpoznatija od tih spojka s lamelama (Ortlinghausova spojka sa sinusnim lamelama) se sastoji od vodećeg dijela čvrsto spojenog s vratilom, koji svojim utorima na vanjskom obodu nosi vanjske lamele, i od vođenog dijela s utorima na unutarnjem obodu, koji nosi unutarnje lamele. U vođenom dijelu nalaze se još i utori u kojima su uležištene poluge kod kojih je jedan krak duži a drugi kraći. Na duže krakove poluga može se djelovati preko uzdužnopokretnog prstena, te tako kraći krakovi poluga djelujući na tlačne ploče tlače ili otpuštaju lamele. Unutarnje su lamele uzdužnopokretne u utorima vođenog dijela spojke, a vanjske su uzdužnopokretne u utorima vodećeg dijela spojke. Kod izvedbe s čeličnim lamelama potrebno je podmazivanje, a nutarnje su lamele radi lakšeg odvajanja valovite. Za rad na suho lamele imaju obloge od umjetne mase ili sinterovanih materijala (na primjer sinterovana bronca), a nutarnje su lamele glatke. Kod pojave trošenja zazor se među lamelama podešava s pomoću postavne matice. 
Za spojke s ručnim ukapčanjem treba da se sila od ručice prenese na okretni uzdužno (aksijalno) pomični dio spojke s utorom i ojačanjem, smješten na jednoj polovini spojke. Taj prijenos se vrši pomoću kliznih kamena ili kliznih prstena koji zahvaćaju u žlijeb uključnog prstena. Budući da pomicanje uključnog prstena treba dosta veliku uzdužnu silu, valja voditi računa o tome da ručica bude dobro uležištena i obilno podmazivana. Spojku treba tako ugraditi da je uključni prsten pri vrtnji spojke rasterećen, to jest da se ne nalazi na pogonskom dijelu, već na onom gonjenom dijelu koji nakon iskapčanja miruje.